# Saint-Aubin-d'Appenai
Saint-Aubin-d'Appenai è un comune francese di 407 abitanti situato nel dipartimento dell'Orne nella regione della Normandia.

## Società

### Evoluzione demografica
Abitanti censiti